# Coppa Svizzera 1945-1946
La Coppa Svizzera 1945-1946 è stata la 21ª edizione della manifestazione calcistica. È iniziata il 26 agosto 1945 e si è conclusa il 22 aprile 1946. Questa edizione della coppa vide la vittoria finale del Grasshoppers.

## Regolamento
Turni ad eliminazione diretta in gara unica. In caso di parità al termine dei tempi supplementari, la partita veniva ripetuta a campo invertito.

## Squadre partecipanti
| Bellinzona         |
| Berna              |
| Bienne             |
| Cantonal Neuchâtel |
| Grasshoppers       |
| Grenchen           |
| La Chaux-de-Fonds  |
| Locarno            |
| Losanna            |
| Lugano             |
| Servette           |
| Young Boys         |
| Young Fellows      |
| Zurigo             |

| Aarau                 |
| Basilea               |
| Brühl                 |
| Derendingen           |
| Étoile-Sporting       |
| Friburgo              |
| Helvetia Berna        |
| International Ginevra |
| Lucerna               |
| Nordstern             |
| San Gallo             |
| Sciaffusa             |
| Urania Ginevra        |
| Zugo                  |

| Adliswil          |
| Altstetten        |
| Arbon             |
| Blue Stars Zurigo |
| Chiasso           |
| Mendrisio         |
| Olten             |
| Pro Daro          |
| Red Star          |
| Uster             |
| Winterthur        |

| Birsfelden        |
| Concordia Basilea |
| Kleinhüningen     |
| Moutier           |
| Olten             |
| Porrentruy        |
| Pratteln          |
| Schöftland        |
| Soletta           |
| Tramelan          |
| Zofingen          |

| Central Friburgo |
| Gardy-Jonction   |
| Le Locle-Sports  |
| Montreux-Sports  |
| Racing Losanna   |
| Renens           |
| Sierre           |
| Sion             |
| Thun             |
| Vevey            |
| Yverdon          |

| Aigle                     |
| Ambrosiana Losanna        |
| Amicale Abattoirs Ginevra |
| Bex                       |
| Broc                      |
| Bulle                     |
| Champagnes Meinier        |
| Chippis                   |
| Chênois                   |
| Colombier                 |
| Cossonay                  |
| Couvet                    |
| Étoile Carouge            |
| Fleurier                  |
| Fontainemelon             |
| Forward Morges            |
| Grandson                  |
| Grône                     |
| La Tour-de-Peilz          |
| Le Sentier                |
| Lucens                    |
| Malley                    |
| Monthey                   |

| St. Imier         |
| ST. Maurice       |
| Saint-Leonard     |
| Stade Français    |
| Stade Lausanne    |
| Tavannes          |
| Villeneuve-Sports |
| Aurore Bienne     |
| Belp              |
| Biberist          |
| Bienne-Boujean    |
| Bözingen 34       |
| Burgdorf          |
| Gerlafingen       |
| Interlaken        |
| Kickers Lucerna   |
| Klus/Balsthal     |
| Langenthal        |
| Länggasse Berna   |
| Langnau           |
| Lengnau           |
| Madretsch         |
| Minerva Berna     |

| Mett              |
| Muhen             |
| Nidau             |
| Reconvilier       |
| Subingen          |
| Victoria Berna    |
| Zähringia Berna   |
| Agno              |
| Balerna           |
| Biaschesi         |
| Bodio             |
| Giubiasco         |
| Amriswil          |
| Fortuna San Gallo |
| Frauenfeld        |
| Kreuzlingen       |
| Neuhausen         |
| Rheineck          |
| St. Margrethen    |
| Uzwil             |
| Weinfelden        |
| Widnau            |
| Wil               |

| Bülach             |
| Chur               |
| Glarus             |
| Höngg              |
| Horgen             |
| Lachen/Altendorf   |
| Oerlikon           |
| Oerlikon/Polizei   |
| Phönix Seen        |
| Rüti               |
| Schlieren          |
| Seebach            |
| Stäfa Zurigo       |
| AS Ticinese        |
| Töss               |
| Tössfeld           |
| Unterstrass Zurigo |
| Wetzikon           |
| Wiedikon           |
| Altdorf            |
| Emmenbrücke        |
| Luzerner SC        |
| Zugo               |

| Allschwil                |
| Binningen                |
| Black Star               |
| Breitenbach              |
| Laufen                   |
| Liestal                  |
| Muttenz                  |
| Old Boys Basilea         |
| Riehen                   |
| Baden                    |
| Brugg                    |
| Dietikon                 |
| Erlinsbach               |
| Gränichen                |
| Kulm                     |
| Olten                    |
| Rohr                     |
| Schöftland               |
| Schönenwerd-Niedergösgen |
| Sissach                  |
| Sporting Aarau           |
| Wettingen                |
| Wohlen                   |

### 2º Turno eliminatorio
In questa fase del torneo entrano in lizza le squadre di prima lega.
| Squadra 1                     | Risultato      | Squadra 2                |
| ----------------------------- | -------------- | ------------------------ |
| 30 settembre 1945             |                |                          |
| Svizzera romancia             |                |                          |
| Aigle                         | 3 - 2          | ST. Maurice              |
| Amicale Abattoirs Ginevra     | 0 - 3          | Gardy-Jonction           |
| Bulle                         | 1 - 2(d.t.s.)  | Montreux-Sports          |
| Carouge Stade                 | 2 - 0          | Chênois                  |
| Chippis                       | 3 - 2          | Grône                    |
| Colombier                     | (rinviata)     | Couvet                   |
| Fleurier                      | 3 - 4          | Fontainemelon            |
| Grandson                      | 0 - 3          | Concordia Yverdon        |
| La Tour-de-Peilz              | 0 - 1          | Racing Losanna           |
| Le Locle-Sports               | 1 - 0          | St. Imier                |
| Le Sentier                    | 8 - 0          | Cossonay                 |
| Malley                        | 1 - 0          | Ambrosiana Losanna       |
| Monthey                       | 6 - 1          | Sion                     |
| Renens                        | 5 - 2          | Lucens                   |
| Saint-Leonard                 | 2 - 3          | Sierre                   |
| Stade Lausanne                | 3 - 3 (d.t.s.) | Forward Morges           |
| Tavannes                      | 1 - 2          | Tramelan                 |
| Vevey                         | 5 - 0          | Broc                     |
| Villeneuve-Sports             | 1 - 2          | Bex                      |
| Svizzera centrale             |                |                          |
| Belp                          | 0 - 2(d.t.s.)  | Zähringia Berna          |
| Burgdorf                      | 3 - 1          | Biberist                 |
| Central Friburgo              | 4 - 3          | Minerva Berna            |
| Gerlafingen                   | 2 - 4 (d.t.s.) | Soletta                  |
| Interlaken                    | 1 - 3          | Thun                     |
| Klus/Balsthal                 | 2 - 3          | Bözingen 34              |
| Langenthal                    | 5 - 3          | Subingen                 |
| Länggasse Berna               | 0 - 4          | Victoria Berna           |
| Langnau                       | 4 - 1          | Aurore Bienne            |
| Mett                          | 2 - 3          | Reconvilier              |
| Moutier                       | 2 - 1          | Bienne-Boujean           |
| Nidau                         | 1 - 3          | Madretsch                |
| Svizzera orientale            |                |                          |
| Adliswil                      | 3 - 2          | Oerlikon/Polizei         |
| Agno                          | 2 - 3          | Mendrisio                |
| Allschwil                     | 1 - 2          | Black Stars Basilea      |
| Altdorf                       | 9 - 1          | Zugo                     |
| Arbon                         | 5 - 0          | St. Margrethen           |
| Baden                         | 0 - 0(d.t.s.)  | Red Star Zurigo          |
| Biaschesi                     | 1 - 0          | Pro Daro                 |
| Birsfelden                    | 3 - 1          | Binningen                |
| Bülach                        | 4 - 1          | Unterstrass Zurigo       |
| Chiasso                       | 3 - 2          | Balerna                  |
| Chur                          | 4 - 1          | Glarus                   |
| Emmenbrücke                   | 1 - 7          | Luzerner SC              |
| Giubiasco                     | 7 - 0          | Bodio                    |
| Gränichen                     | 4 - 2          | Kulm                     |
| Höngg                         | 2 - 0          | Wiedikon                 |
| Horgen                        | 7 - 1          | Stäfa Zurigo             |
| Kleinhüningen                 | 4 - 0          | Riehen                   |
| Kreuzlingen                   | 2 - 0          | Neuhausen                |
| Laufen                        | 2 - 3          | Porrentruy               |
| Liestal                       | 0 - 1          | Pratteln                 |
| Muttenz                       | 2 - 3          | Concordia Basilea        |
| Oerlikon                      | 4 - 1          | Alstetten                |
| Old Boys Basilea              | 2 - 0          | Breitenbach              |
| Olten                         | 4 - 0          | Sissach                  |
| Petit Huningue                | 4 - 0          | Riehen                   |
| Rheineck                      | 0 - 6          | Widnau                   |
| Rüti                          | 0 - 1          | Lachen/Altendorf         |
| Schlieren                     | 0 - 9          | Blue Stars Zurigo        |
| Schöftland                    | 2 - 1          | Sporting Aarau           |
| AS Ticinese                   | 0 - 2          | Seebach                  |
| Töss                          | 3 - 1          | Phönix Seen              |
| Uster                         | 3 - 1          | Wetzikon                 |
| Uzwil                         | 0 - 3          | Fortuna San Gallo        |
| Weinfelden                    | 2 - 4          | Amriswil                 |
| Wil                           | 6 - 0          | Frauenfeld               |
| Winterthur                    | 2 - 1          | Tössfeld                 |
| Zofingen                      | 2 - 3          | Schönenwerd-Niedergösgen |
| 14 ottobre 1945 (Ripetizione) |                |                          |
| Red Star Zurigo               | 0 - 1          | Baden                    |
| 21 ottobre 1945 (Ripetizione) |                |                          |
| Forward Morges                | 1 - 3          | Stade Lausanne           |

### 3º Turno eliminatorio
| Squadra 1                   | Risultato      | Squadra 2        |
| --------------------------- | -------------- | ---------------- |
| 11 novembre 1945            |                |                  |
| Svizzera romancia           |                |                  |
| Bex                         | 1 - 3          | Monthey          |
| Concordia Yverdon           | 5 - 1          | Le Sentier       |
| Fontain                     | 6 - 0          | Couvet           |
| Gardy-Jonction              | 1 - 2          | Stade Lausanne   |
| Meinier                     | 3 - 1          | Stade Carouge    |
| Montreux-Sports             | 4 - 0          | Aigle            |
| Racing Losanna              | 0 - 6          | Vevey            |
| Renens                      | 2 - 8          | Malley           |
| Sierre                      | 4 - 0          | Chippis          |
| Tramelan                    | (rinviata)     | Le Locle-Sports  |
| Svizzera centrale           |                |                  |
| Central Friburgo            | 3 - 2          | Viktoria Berna   |
| Concordia Basilea           | 1 - 0          | Old Boys Basilea |
| Reconvilier                 | 0 - 8          | Moutier          |
| Rohr                        | 1 - 3          | Gränichen        |
| Soletta                     | 3 - 2          | Madretsch        |
| Zähringia Berna             | 0 - 6          | Thun             |
| Svizzera orientale          |                |                  |
| Adliswil                    | 4 - 3          | Höngg            |
| Amriswil                    | 2 - 1          | Arbon            |
| Biaschesi                   | 3 - 0          | Giubiasco        |
| Black Stars Basilea         | 2 - 1          | Kleinhüningen    |
| Blue Stars Zurigo           | 3 - 1          | Baden            |
| Brugg                       | 1 - 5          | Wohlen           |
| Bülach                      | 2 - 3          | Winterthur       |
| Fortuna Zurigo              | (rinviata)     | Kreuzlingen      |
| Kickers Lucerna             | 0 - 4          | Altdorf          |
| Lachen/Altendorf            | 3 - 2          | Uster            |
| Mendrisio                   | 1 - 1 (d.t.s.) | Chiasso          |
| Porrentruy                  | 1 - 2          | Birsfelden       |
| Pratteln                    | 2 - 4(d.t.s.)  | Olten            |
| Schönenwerd-Niedergösgen    | 1 - 5          | Schöftland       |
| Seebach                     | (rinviata)     | Oerlikon         |
| Widnau                      | sospesa        | Coira            |
| Wil                         | 1 - 10         | Töss             |
| 18 novembre 1945 (Recuperi) |                |                  |
| Chiasso                     | 0 - 0 (d.t.s.) | Mendrisio        |
| Seebach                     | 0 - 1          | Oerlikon         |
| Tramelan                    | 2 - 1          | Le Locle-Sports  |
| Horgen                      | 2 - 3          | S.C. Lucerna     |

### Trentaduesimi di finale
Entrano in lizza le squadre di Lega Nazionale A e Lega Nazionale B.
| Squadra 1                                                  | Risultato      | Squadra 2           |
| ---------------------------------------------------------- | -------------- | ------------------- |
| 25 novembre 1945                                           |                |                     |
| Squadre di Lega Nazionale A contro squadre di Prima Lega   |                |                     |
| Central Friburgo                                           | (rinviata)     | Grenchen            |
| La Chaux-de-Fonds                                          | 3 - 0          | Moutier             |
| Mendrisio                                                  | 0 - 2          | Locarno             |
| Tramelan                                                   | 0 - 4          | Bienne              |
| Thun                                                       | 1 - 2 (d.t.s.) | Young Boys          |
| Squadre di Lega Nazionale A contro squadre di Seconda Lega |                |                     |
| Amriswil                                                   | 0 - 4          | Zurigo              |
| Losanna                                                    | (rinviata)     | Malley              |
| Lugano                                                     | 5 - 1          | Biaschesi           |
| Monthey                                                    | (rinviata)     | Servette            |
| Oerlikon                                                   | 1 - 4          | Bellinzona          |
| Wohlen                                                     | 2 - 3          | Berna               |
| Young Fellows                                              | 4 - 1          | Kreuzlingen         |
| Squadre di Lega Nazionale A contro squadre di Terza Lega   |                |                     |
| Concordia Basilea                                          | 5 - 0          | Helvetia Berna      |
| Concordia Yverdon                                          | 2 - 1          | Étoile-Sporting     |
| Fontainemelon                                              | (rinviata)     | Cantonal Neuchâtel  |
| Grasshoppers                                               | 5 - 1          | S.C. Lucerna        |
| Squadre di Lega Nazionale B contro squadre di Prima Lega   |                |                     |
| Aarau                                                      | 4 - 0          | Berthoud            |
| Adliswil                                                   | 2 - 4          | Lucerna             |
| Friburgo                                                   | 4 - 2          | Mendrisio           |
| International Ginevra                                      | (rinviata)     | Vevey               |
| Nordstern                                                  | 4 - 1          | Olten               |
| Schöftland                                                 | 1 - 5          | Basilea             |
| Urania Ginevra                                             | (rinviata)     | Sierre              |
| Winterthur                                                 | 3 - 5          | San Gallo           |
| Squadre di Lega Nazionale B contro squadre di Seconda Lega |                |                     |
| Brühl                                                      | 2 - 1          | Altdorf             |
| Lengnau                                                    | 3 - 1          | Derendingen         |
| Sciaffusa                                                  | 2 - 1          | Lachen/Altendorf    |
| Zugo                                                       | 3 - 1          | Töss                |
| Squadre di Prima Lega                                      |                |                     |
| Soletta                                                    | 4 - 1(d.t.s.)  | Birsfelden          |
| Squadre di Prima Lega contro squadre di Seconda Lega       |                |                     |
| Gränichen                                                  | 5 - 3          | Black Stars Basilea |
| Widnau                                                     | 2 - 3          | Blue Stars Zurigo   |
| Squadre di Seconda Lega                                    |                |                     |
| Stade Lausanne                                             | 5 - 1          | U.S. Compagnes      |
| 30 dicembre 1945 (Recuperi)                                |                |                     |
| Cantonal Neuchâtel                                         | 6 - 2          | Fontainemelon       |
| Central Friburgo                                           | 1 - 7          | Grenchen            |
| International Ginevra                                      | 3 - 4          | Vevey               |
| Losanna                                                    | 9 - 0          | Malley              |
| Monthey                                                    | 2 - 7          | Servette            |
| Urania Ginevra                                             | 12 - 0         | Sierre              |

### Sedicesimi di finale
| Squadra 1          | Risultato      | Squadra 2         |
| ------------------ | -------------- | ----------------- |
| 30 dicembre 1945   |                |                   |
| Aarau              | (rinviata)     | Lucerna           |
| Berna              | 3 - 0          | Stade Lausanne    |
| Bienne             | 5 - 0          | La Chaux-de-Fonds |
| Bellinzona         | 0 - 2          | Locarno           |
| Gränichen          | 1 - 1 (d.t.s.) | Zugo              |
| Grasshoppers       | 5 - 2          | Concordia Basilea |
| Lugano             | 1 - 0 (d.t.s.) | Zurigo            |
| Nordstern          | 1 - 1 (d.t.s.) | Young Fellows     |
| San Gallo          | 5 - 1          | Brühl             |
| Sciaffusa          | 2 - 0          | Blue Stars Zurigo |
| Soletta            | (rinviata)     | Young Boys        |
| 6 gennaio 1946     |                |                   |
| Cantonal Neuchâtel | 0 - 2          | Grenchen          |
| Losanna            | 6 - 1          | Concordia Yverdon |
| Urania Ginevra     | 3 - 1          | Lengnau           |
| Recuperi           |                |                   |
| Aarau              | 1 - 0 (d.t.s.) | Lucerna           |
| Soletta            | 1 - 2          | Young Boys        |
| Spareggio          |                |                   |
| Zugo               | 2 - 1          | Gränichen         |
| 13 gennaio 1946    |                |                   |
| Friburgo           | 0 - 4          | Basilea           |
| Servette           | 9 - 0          | Vevey             |
| Spareggio          |                |                   |
| Young Fellows      | 3 - 1          | Nordstern         |

### Ottavi di finale
| Squadra 1                     | Risultato      | Squadra 2      |
| ----------------------------- | -------------- | -------------- |
| 13 gennaio 1946               |                |                |
| Grenchen                      | 2 - 0          | Lugano         |
| Sciaffusa                     | 0 - 2          | Bienne         |
| 20 gennaio 1946               |                |                |
| Losanna                       | 2 - 0          | Urania Ginevra |
| FC Zugo                       | 1 - 3          | Berna          |
| Young Fellows                 | (Rinviata)     | Locarno        |
| 3 febbraio 1946               |                |                |
| Basilea                       | 3 - 4          | Servette       |
| 10 febbraio 1946              |                |                |
| Grasshoppers                  | 7 - 2          | San Gallo      |
| Young Boys                    | 5 - 1          | Aarau          |
| Young Fellows                 | 1 - 1 (d.t.s.) | Locarno        |
| 17 febbraio 1946(Ripetizione) |                |                |
| Locarno                       | 2 - 1          | Young Fellows  |

### Quarti di finale
| Squadra 1                   | Risultato      | Squadra 2  |
| --------------------------- | -------------- | ---------- |
| 17 marzo 1946               |                |            |
| Bienne                      | 1 - 2          | Servette   |
| Locarno                     | 0 - 2          | Young Boys |
| Grasshoppers                | 2 - 1          | Grenchen   |
| Berna                       | 0 - 0 (d.t.s.) | Losanna    |
| 24 marzo 1946 (ripetizione) |                |            |
| Losanna                     | 4 - 1          | Berna      |

### Semifinali
| Squadra 1                    | Risultato      | Squadra 2    |
| ---------------------------- | -------------- | ------------ |
| 7 aprile 1946                |                |              |
| Young Boys                   | 0 - 2          | Grasshoppers |
| Servette                     | 1 - 1 (d.t.s.) | Losanna      |
| 14 aprile 1946 (ripetizione) |                |              |
| Losanna                      | 3 - 2 (d.t.s.) | Servette     |

### Finale
| Arbitro: | Vogt (Basilea) |

|                                        |           |  |
| Neukom 11’ Friedländer 77’, 79’ (rig.) | Marcatori |  |